# Juan Francisco de Güemes y Horcasitas
Don Juan Francisco de Güemes y Horcasitas, primo conte di Revillagigedo (Reinosa, 16 maggio 1681 – Madrid, 27 novembre 1766), è stato un generale spagnolo, governatore di L'Avana, capitano generale di Cuba e viceré della Nuova Spagna (dal 9 luglio 1746 al 9 novembre 1755).

## Inizio della carriera
Juan Francisco de Güemes y Horcasitas era il primo conte di Revillagigedo (a volte scritto Revilla Gigedo) e tenente generale dell'esercito. Partecipò all'assedio di Gibilterra ed alla conquista di Orano. Nel 1734 fu nominato capitano generale di L'Avana, dove respinse gli assalti dei britannici, organizzò la cavalleria e migliorò le fortificazioni. Mentre stava ricoprendo questa carica fu nominato viceré della Nuova Spagna.

## Viceré della Nuova Spagna
In Nuova Spagna presiedette gli onori funebri per il vecchio re, Filippo V, proclamando quello nuovo, Ferdinando VI. Incoraggiò la colonizzazione di Nuevo Santander (oggi Tamaulipas). Sotto alla sua guida, il colonnello José de Escandón fondò 11 nuove città di spagnoli ed indiani e 4 missioni, chiamandole coi cognomi del viceré, della moglie del viceré, María Josefa Llera, e col suo. Escandón fu ricompensato dalla corona per questi servizi con la concessione del titolo di Conte di Sierra Gorda.
L'8 luglio 1750 furono scoperte le rovine di Palenque. L'8 maggio 1753 Miguel Hidalgo y Costilla nacque a Guanajuato.
Nel 1750 la carestia colpì Guanajuato e Zacatecas, subito seguita da un'epidemia. L'anno seguente scoppiò una ribellione tra i Pima a Sonora, e per sedarla furono istituiti i presidi di Altar e Tubac. Il 13 maggio 1752 si osservò in Nuova Spagna un'eclissi solare quasi totale. L'evento scosse la popolazione, essendo visto come portatore di disastri.

## Riforme

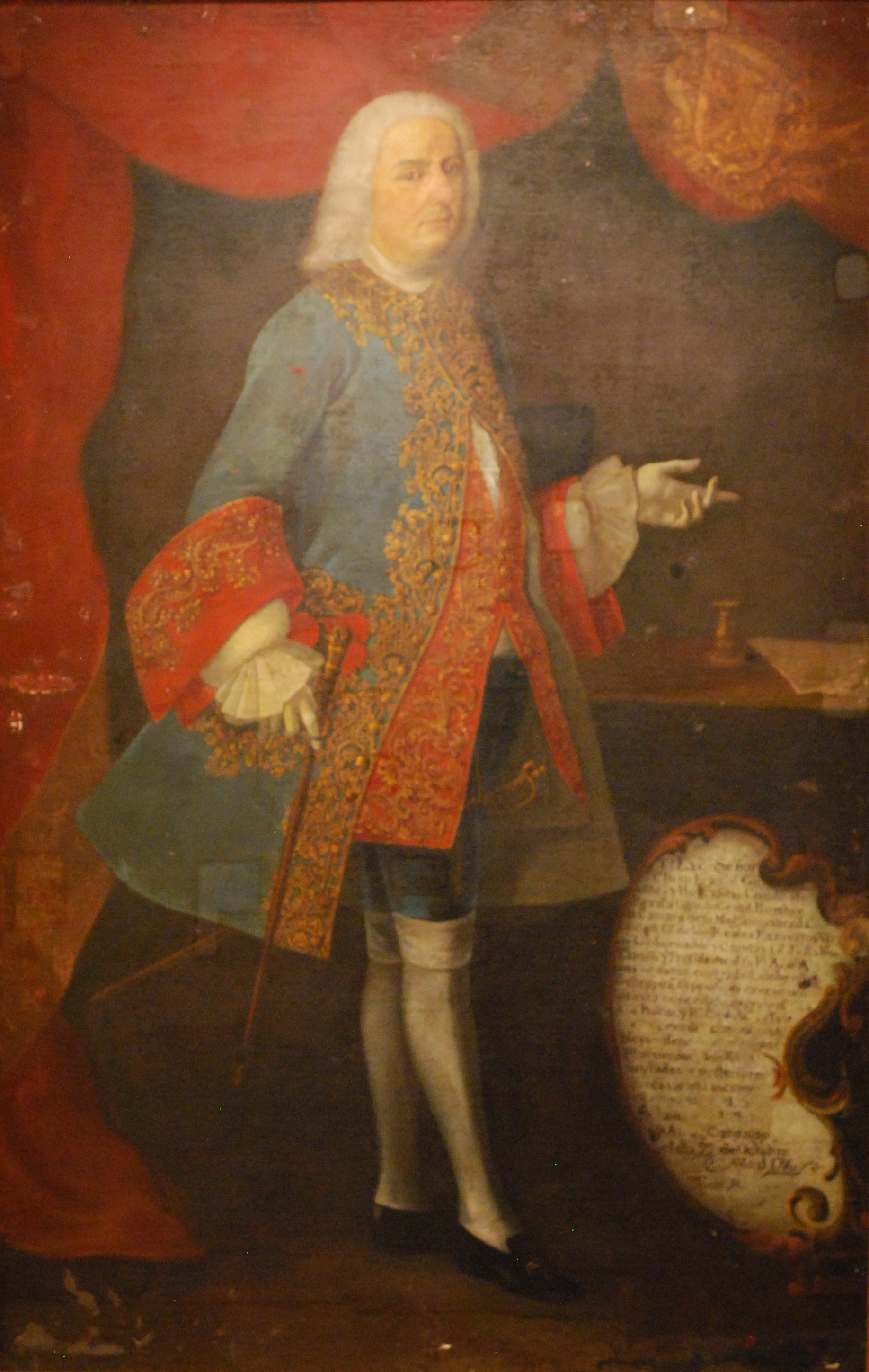
Juan Francisco de Güemes y Horcasitas

Riformò l'amministrazione della tesoreria della colonia nel 1746. Dato che buona parte del denaro circolante era stato spedito in Spagna, ordinò il conio di 150 000 pesos per la Florida (1746). Autorizzò di nuovo il gioco delle carte, vietato dal predecessore, con lo scopo di aumentare il gettito fiscale.
Dato che il contrabbando era un problema crescente, ordinò minuziose ispezioni di tutte le navi in arrivo nei porti. Anche questa contromisura, però, si rivelò inutile. I contrabbandieri usavano piccole barche attraccando su spiagge deserte. A causa dei reclami dei mercanti spagnoli, la
Spagna ruppe le relazioni con la Lega Anseatica. Il viceré proibì alle navi della Lega di ancorarsi a Veracruz. Quando questa grossa quantità di materiale legale fu bloccato, il contrabbando crebbe. Si disse anche che la viceregina indossasse abiti contrabbandati dall'Inghilterra o dalle Fiandre.
Güemes y Horcasitas si guadagnò una buona reputazione governando efficientemente e con onore. Si impegnò ad assicurare che i dipendenti governativi svolgessero i loro compiti. Aumentò le entrate del tesoro, anche se l'industria estrattiva subì la carenza di mercurio (necessario per l'estrazione dell'argento). Potenziò la flotta che proteggeva la navigazione tra Veracruz e L'Avana.
Con l'espansione del commercio e la riduzione della pirateria in seguito al termine della guerra con l'Inghilterra, il mercurio estratto in Spagna comincio a raggiungere la colonia in quantità sufficiente per ristabilire la precedente estrazione dell'argento.
Riorganizzò la gestione di documenti ufficiali, e chiese di trattare in modo distinto affari religiosi e civili. Queste riforme sono considerate la base di quello che sarebbero diventati gli Archivi Generali del Messico.
Fu accusato di aver accumulato una fortuna spropositata mentre era in carica ma, quando lasciò il governo, il tesoro era molto più ricco di come fosse al suo arrivo.

## Politica estera
La Spagna era di nuovo in guerra con l'Inghilterra (per la guerra di successione austriaca), e a Città del Messico si seppe che una flotta di 17 navi si era radunata a Portsmouth, sotto la guida dell'ammiraglio Richard Lestock, pianificando un'invasione dei possedimenti spagnoli nelle Americhe. Purtroppo non si sapeva dove gli inglesi avevano intenzione di sbarcare, così il viceré decise di allertare tutte le province per la risposta ad un attacco.
Fu firmata una pace preliminare il 30 aprile 1748. Alla Spagna si chiedeva di pagare i debiti all'Inghilterra, ed ai britannici di restituire i possessi spagnoli che avevano conquistato. Le spese militari della Nuova Spagna calarono drasticamente, e l'eccedenza fu usata per nuovi progetti, quali la colonizzazione di Nuevo Santander.
Mantenendo buone relazioni con la Francia, il viceré vigilò evitando insediamenti francesi sul proprio territorio. Le guarnigioni del Texas furono rafforzate. Nel 1755 fondò il presidio di Horcasitas (Sonora) col compito di controllare i ribelli Apache.

## Ritorno in Spagna
Dopo aver lasciato la colonia in mano al successore, Agustín de Ahumada y Villalón, Güemes y Horcasitas tornò in Spagna dove divenne capitano generale dell'esercito. Fu proposto come viceré della Nuova Granada e di Navarra, e fu presidente del Consiglio di Castiglia e del Consiglio di guerra.